# Nemoria aturia
Nemoria aturia là một loài bướm đêm trong họ Geometridae.